# Kraftverkehrsgesellschaft Braunschweig
Die Kraftverkehrsgesellschaft mbH Braunschweig (KVG) mit Sitz in Salzgitter betreibt einen Großteil des öffentlichen Personennahverkehrs in den Landkreisen Wolfenbüttel und Helmstedt sowie in Salzgitter und Bad Harzburg. Die fünf Betriebshöfe der KVG befinden sich in Salzgitter-Lebenstedt, Salzgitter-Bad, Wolfenbüttel, Bad Harzburg (ältester Betriebshof) und Helmstedt.

## Geschichte
Am 20. Dezember 1909 wurde in Braunschweig die Büssing-Kraftwagen-Betriebsgesellschaft mbH, ein Tochterunternehmen des Büssing-Konzerns, welcher für seine Omnibusse berühmt geworden war, gegründet. Diese war der Grundstein für die planmäßige Erschließung des Braunschweiger Landes und des Harzgebietes, u. a. richtete das Unternehmen in den nächsten Jahren einige Buslinien rund um Bad Harzburg ein, wo auch der heute älteste Betriebshof entstand. Der erfolgreiche Aufschwung des Unternehmens wurde durch den Ausbruch des Ersten Weltkrieges im Jahr 1914 unterbrochen. Am 22. November 1919 wurde die gesamte Büssing-Kraftwagen-Betriebsgesellschaft mbH in die neue, staatlich kommunale Kraftverkehrsgesellschaft mbH Braunschweig (KVG) eingegliedert.

## Besondere Linien

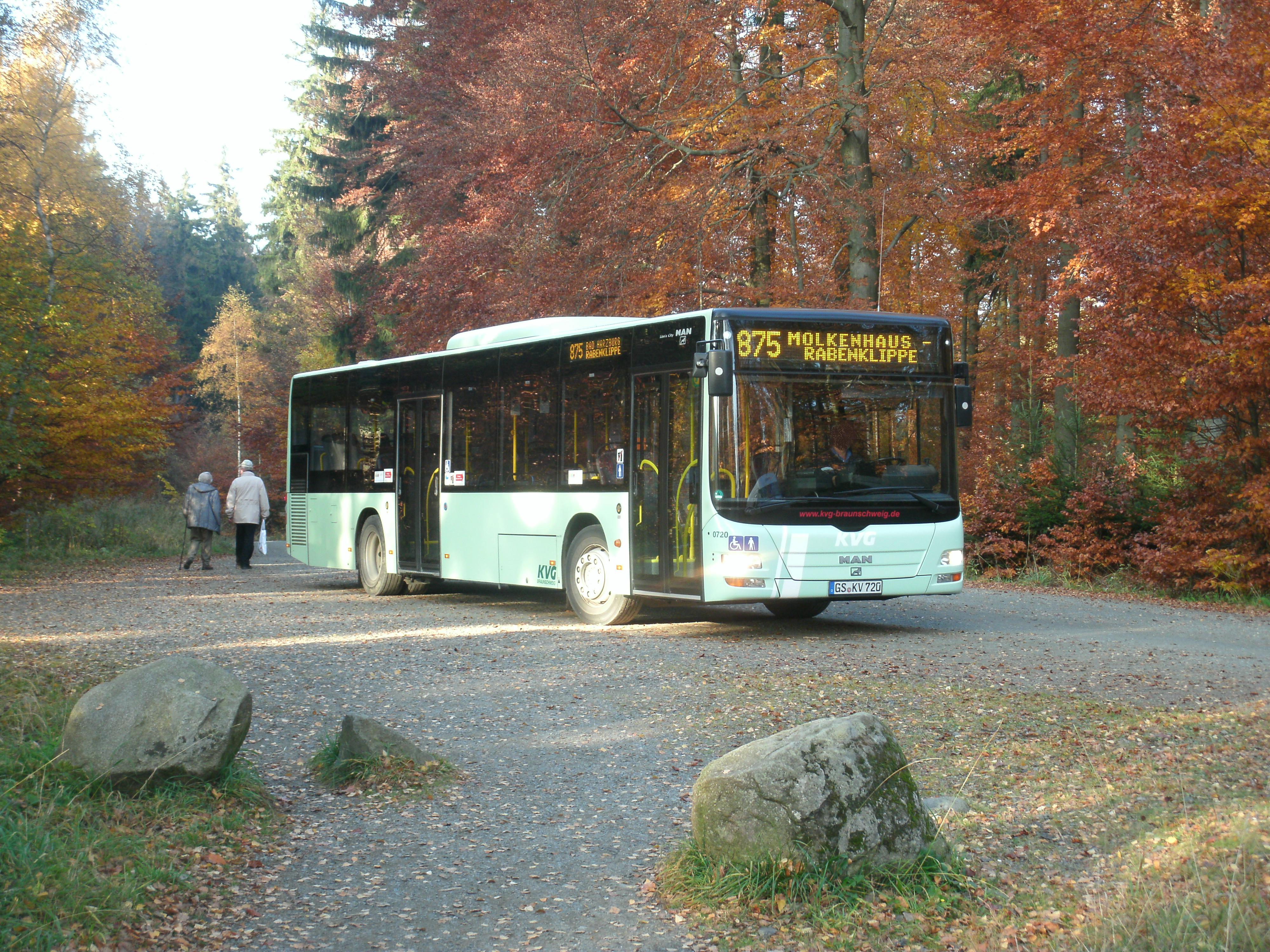
KVG-Linienbus auf der Sommerlinie 875 am Molkenhaus

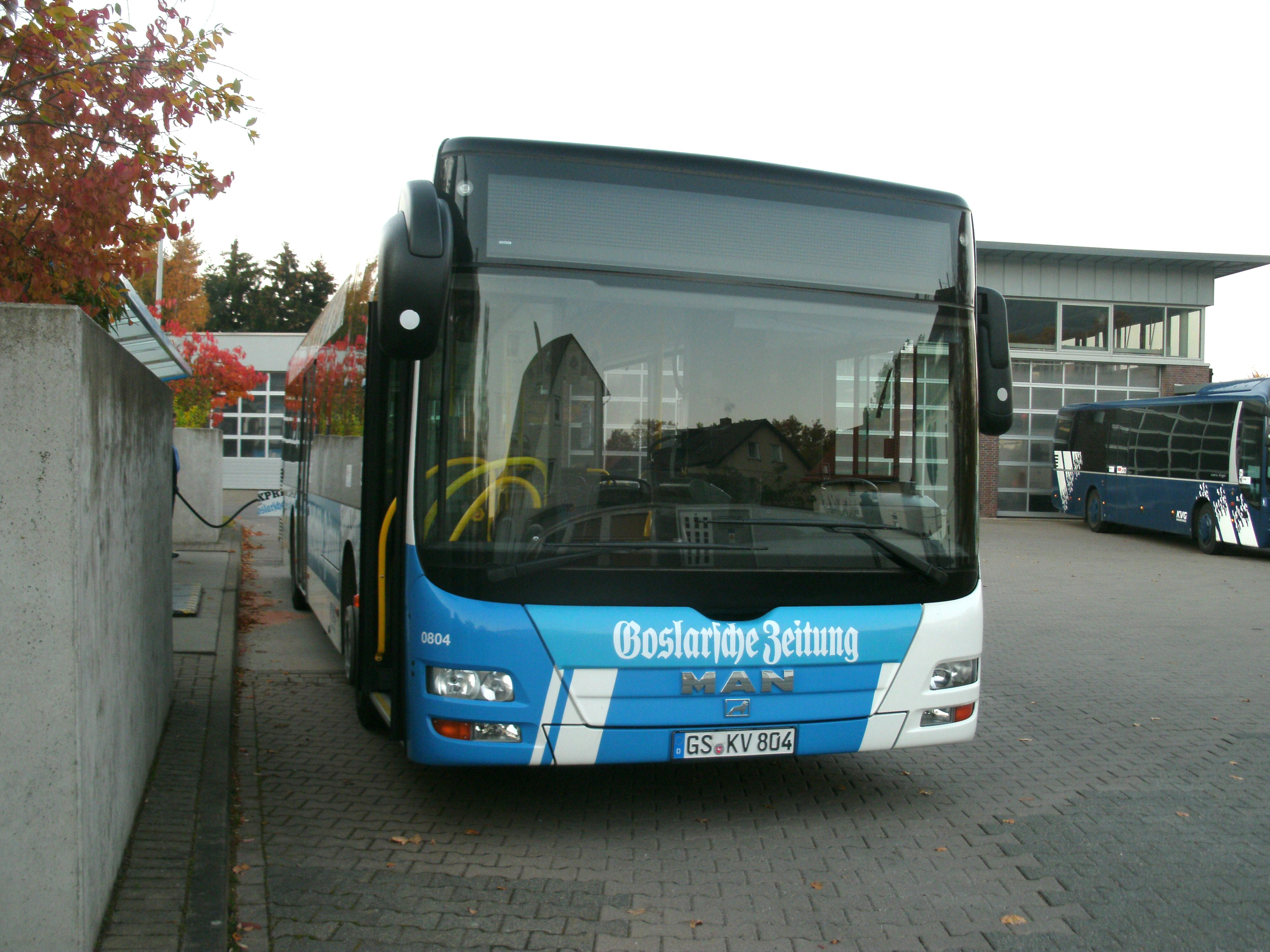
KVG-Linienbus auf dem Betriebshof Bad Harzburg

### CityBus Bad Harzburg
Ab dem 9. März 1999 betrieb die KVG in Bad Harzburg einen CityBus (Linie 878). Dieser wurde mit Kleinbussen betrieben und verband vorwiegend die verschiedenen Kurkliniken mit der Fußgängerzone Bad Harzburgs, wobei der CityBus mitten durch die Fußgängerzone fuhr. Er war für Kurkarteninhaber kostenlos und wurde aufgrund zu hoher Kosten am 25. Juni 2009 wieder eingestellt.

### Waldlinien Bad Harzburg
Die KVG betreibt im Bereich Bad Harzburg/Harz zwei Buslinien, welcher quer durch den Wald zu touristischen Zielen fahren. Im Einzelnen sind dies die Linie 875 (Nationalparklinie) zu Molkenhaus, Rabenklippe und Eckertalsperre und die Linie 866 zu den Kästeklippen. Beide sind reine Sommerlinien, die Linie 866 verkehrt zudem nicht an Montagen. Auf der Linie 875 kommt ein umweltfreundlicher Bus mit EEV-Motor (Grüner Harzer) zum Einsatz.

### Skibus
Viele Jahre betrieb die KVG im Winter eine sogenannte „Skibuslinie“ Bad Harzburg - Torfhaus. Da durch die milderen Winter in den vergangenen Jahren die Fahrgastzahlen rückläufig wurden, war ein kostendeckender Betrieb nicht mehr möglich und die Skibuslinie wurde eingestellt.

## Linienverzeichnis

### Bereich Salzgitter
Im Verkehrsgebiet Salzgitter werden folgende Linien betrieben:
| Linie | Anfangshaltestelle                              | Linienverlauf (über)                                                     | Endhaltestelle                                                            | Bemerkung                                                                         |
| 601   | Salzgitter-Lebenstedt, Hallenbad                | Salzgitter-Lebenstedt, Bahnhof - Braunschweig, Cyriaksring               | Braunschweig Rathaus                                                      | Schnellbus, nur Mo–Fr, einzelne Fahrten                                           |
| 602   | Salzgitter-Lebenstedt, An der Feuerwache        | SZ-Bleckenstedt - SZ-Üfingen - SZ-Thiede                                 | Salzgitter-Steterburg, Danzigerstraße                                     |                                                                                   |
| 603   | Salzgitter-Bad, Katzenwiesenring                | Flachstöckheim - Lobmachtersen - Barum - Immendorf - Thiede              | Salzgitter-Steterburg, Hallenbad (Anschluss an 620 nach Braunschweig Hbf) | Einzelne Fahrten ohne Umstieg nach Braunschweig Hbf                               |
| 604   | Salzgitter-Lebenstedt, ZOB                      | SZ-Sauingen - SZ-Üfingen - SZ-Thiede                                     | Wolfenbüttel, Kornmarkt                                                   | Einzelne Fahrten, Schulbusverkehr, teilweise Anruflinientaxi ALT                  |
| 606   | Salzgitter-Lebenstedt, ZOB                      | SZ-Lichtenberg - Oelber                                                  | Baddeckenstedt, Kirchstr.                                                 | Einzelne Fahrten, teilweise Anruflinientaxi ALT                                   |
| 607   | Salzgitter-Lebenstedt, ZOB                      | SZ-Salder - SZ-Gebhardshagen - SZ-Barum                                  | Wolfenbüttel, Kornmarkt / Klein Flöthe, Ort                               | Einzelne Fahrten, Schulbusverkehr                                                 |
| 608   | Salzgitter-Lebenstedt, ZOB                      | SZ-Fredenberg - SZ-Osterlinde - Burgdorf - Berel - SZ-Lesse - SZ-Reppner | Salzgitter-Lebenstedt, ZOB                                                | teilweise Anruflinientaxi ALT                                                     |
| 609   | Salzgitter-Lebenstedt, ZOB                      | SZ-Reppner - SZ-Lesse - Berel - Burgdorf - SZ-Osterlinde - SZ-Fredenberg | Salzgitter-Lebenstedt, ZOB                                                | teilweise Anruflinientaxi ALT                                                     |
| 610   | Salzgitter-Lebenstedt, Hallenbad                | Salzgitter-Lebenstedt, Bahnhof                                           | Salzgitter-Bad, Bahnhof                                                   | Schnellbus, nur Mo–Sa, Anschluss tagsüber an 611 in Richtung Salzgitter-Hohenrode |
| 611   | Salzgitter-Bad, Bahnhof                         | SZ-Gitter                                                                | Salzgitter-Hohenrode, Ort                                                 | teilweise Anruflinientaxi ALT                                                     |
| 612   | Salzgitter-Lebenstedt, (Friedhof -) Kranichdamm | SZ-Salder - SZ-Gebhardshagen - SZ-Calbecht/Engerode                      | Salzgitter-Bad, Adolph-Kolping-Str.                                       | verkehrt nur montags bis samstags, Sonntagsverkehr mit Linie 613                  |
| 613   | Salzgitter-Lebenstedt, Kranichdamm              | SZ-Salder - SZ-Gebhardshagen - SZ-Calbecht/Engerode                      | Salzgitter-Bad, Adolph-Kolping-Str.                                       | nur Sonntagsverkehr, Calbecht/Engerode nur mit ALT                                |
| 614   | Salzgitter-Lebenstedt, Bahnhof                  | SZ-Salder - SZ-Gebhardshagen                                             | Salzgitter-Calbecht, Fachhochschule                                       | Betrieb am 14. Juni 2013 eingestellt                                              |
| 615   | Salzgitter-Bad, Bahnhof                         | SZ-Bad, Ziesberg                                                         | Salzgitter-Calbecht, Fachhochschule                                       | Einzelne Fahrten, nur während des Semesters                                       |
| 616   | Salzgitter-Lebenstedt, Kranichdamm              | SZ-Lebenstedt, Bahnhof                                                   | Salzgitter-Fredenberg, Eissporthalle                                      |                                                                                   |
| 618   | Salzgitter-Bad, Thermalsolbad                   | SZ-Bad, Bahnhof                                                          | Salzgitter-Bad, Waldfriedhof                                              |                                                                                   |
| 619   | Salzgitter-Lebenstedt, Friedhof                 | Lebenstedt, Bahnhof                                                      | Salzgitter-Lichtenberg, Prunzelberg                                       |                                                                                   |
| 620   | Salzgitter-Steterburg, Danzingerstraße          | SZ-Thiede - Braunschweig-Rüningen                                        | Braunschweig, Rathaus                                                     |                                                                                   |
| 621   | SZ-Lebenstedt, Kranichdamm                      | SZ-Salder - SZ-Hallendorf - SZ-Watenstedt Alstom                         | SZ-Watenstedt Abzw. MAN                                                   | Werksverkehr                                                                      |
| 626   | SZ-Lebenstedt, Kranichdamm                      | SZ-Hallendorf                                                            | Salzgitter AG                                                             | Werksverkehr                                                                      |
| 627   | SZ-Lichtenberg Prunzelberg                      | SZ-Fredenberg - SZ-Bruchmachtersen - SZ-Lebenstedt - SZ-Salder           | Salzgitter AG                                                             | Werksverkehr                                                                      |
| 628   | SZ-Bad A.-Kolping-Straße                        | SZ-Calbecht/Engerode - SZ-Gebhardshagen - SZ-Heerte                      | Salzgitter AG                                                             | Werksverkehr                                                                      |
| 630   | Salzgitter-Lebenstedt, ZOB                      | SZ-Watenstedt - SZ-Immendorf - Wolfenbüttel, Bahnhof                     | Wolfenbüttel, Kornmarkt                                                   |                                                                                   |
| 631   | Salzgitter-Bad, Bahnhof                         | SZ-Barum - SZ-Thiede                                                     | Braunschweig, Hbf                                                         | Schnellbus, nur Mo–Fr, einzelne Fahrten                                           |
| 640   | Salzgitter-Lebenstedt, ZOB                      | Broistedt                                                                | Lengede, Woltwiescher Weg                                                 |                                                                                   |
| 790   | SZ-Steterburg, Gemeindehaus                     | SZ-Thiede - WF-Groß Stöckheim Dorfplatz                                  | WF-Kornmarkt                                                              |                                                                                   |

### Bereich Bad Harzburg/Harz
Im Verkehrsgebiet Bad Harzburg/Harz werden folgende Linien betrieben:
| Linie | Anfangshaltestelle             | Linienverlauf (über)                             | Endhaltestelle                  | Bemerkung                                                                   |
| 820   | Bad Harzburg, Bahnhof          | Braunlage                                        | St. Andreasberg, Am Glockenberg |                                                                             |
| 866   | Bad Harzburg, Am Bahnhofsplatz |                                                  | Kästeklippen                    | Ausflugslinie, nur von Ende März bis Anfang November, täglich außer montags |
| 871   | Bad Harzburg, Burgbergbahn     | Bündheim, Schlewecke, Harlingerode, Göttingerode | Bad Harzburg, Burgbergbahn      |                                                                             |
| 873   | Bad Harzburg, Am Bahnhofsplatz | Bündheim, Schlewecke, Krankenhaus - Breitenberg  | Bad Harzburg, Am Bahnhofsplatz  |                                                                             |
| 874   | Bad Harzburg, Stadtmitte       | Eckertal, Jungbornplatz                          | Stapelburg, Teichdamm           | nach Stapelburg nur am Wochenende                                           |
| 875   | Bad Harzburg, Am Bahnhofsplatz | Molkenhaus - Rabenklippe                         | Bad Harzburg, Am Bahnhofsplatz  | Ausflugslinie, nur von Ende März bis Anfang November                        |

### Bereich Wolfenbüttel
Im Verkehrsgebiet Wolfenbüttel werden folgende Linien betrieben:
| Linie | Anfangshaltestelle                                      | Linienverlauf (über)                                 | Endhaltestelle | Bemerkung                                                        |
| 604   | Salzgitter-Lebenstedt, ZOB                              | SZ-Sauingen - SZ-Üfingen - SZ-Thiede                 | Wolfenbüttel, Kornmarkt | Einzelne Fahrten, Schulbusverkehr, teilweise Anruflinientaxi ALT |
| 607   | Salzgitter-Lebenstedt, ZOB                              | SZ-Salder - SZ-Gebhardshagen - SZ-Barum              | Wolfenbüttel, Kornmarkt / Klein Flöthe, Ort | Einzelne Fahrten, Schulbusverkehr                                |
| 630   | Salzgitter-Lebenstedt, ZOB                              | SZ-Watenstedt - SZ-Immendorf - Wolfenbüttel, Bahnhof | Wolfenbüttel, Kornmarkt |                                                                  |
| 710   | Wolfenbüttel, Bahnhof                                   | Groß Denkte - Wittmar - Remlingen - Hedeper          | Winnigstedt, Hauptstr. |                                                                  |
| 790   | WF-Kornmarkt                                            | Gr. Stöckheim                                        | SZ-Steterburg, Hallenbad |                                                                  |
| 791   | Wolfenbüttel, Exer-Süd                                  | Kornmarkt                                            | Ernst-Moritz-Arndt Str. |                                                                  |
| 792   | Wolfenbüttel, Exer-Süd                                  | Kornmarkt - Westring                                 | Ernst-Moritz-Arndt Str. |                                                                  |
| 793   | Wolfenbüttel, Neuer Weg                                 | Kornmarkt,                                           | Wolfenbüttel, Linden Süd |                                                                  |
| 794   | Wolfenbüttel, Halchter                                  | Kornmarkt                                            | Wolfenbüttel, Fümmelse |                                                                  |
| 795   | Wolfenbüttel, Kornmarkt.                                | Lindenhalle - Linden-Nord                            | Wolfenbüttel, Kornmarkt |                                                                  |
| 796   | Ahlum                                                   |                                                      | Wolfenbüttel, Kornmarkt |                                                                  |
| 797   | WF-Linden-Ost                                           | Kornmarkt                                            | Wolfenbüttel, Ernst-Moritz-Arndt Str. |                                                                  |
| 799   | WF-Bahnhof(1) - Kornmarkt(2) - WF-Ahlum Adenemer weg(3) |                                                      | (von 1. nach) WF-Atzum, Lindenstr. - (von 1. nach) WF-Ahlum, Südstr. - (von 2. nach) Halchter, Harzburger Str. - (von 3. nach) Wolfenbüttel, Ginsterweg | Verkehrt nur als Anruflinientaxi ALT                             |